# Polomet'
Il Polomet' (in russo Полометь?) è un fiume della Russia europea tributario di destra del fiume Pola. Scorre nei rajon Valdajskij e Demjanskij dell'oblast' di Novgorod. 

## Descrizione
Scorre dal lago Russkoe sul Rialto del Valdaj, l'altezza della sorgente è di 188 m sul livello del mare. Nei primi chilometri il Polomet' è tortuoso e stretto, la corrente è veloce, nel canale ci sono delle rapide. Attraversa diversi laghetti nel corso superiore. Scorre inizialmente verso nord e, dopo un ampio giro, prevalentemente in direzione sud-occidentale.
Nella medio corso, partendo dal villaggio di Jaželbicy, che si trova sull'autostrada Mosca-San Pietroburgo, la larghezza aumenta fino a 20 metri, la velocità della corrente è ancora elevata, le sponde sono alte, a volte ripide. Questo carattere del flusso persiste fino al grande villaggio di Lyčkovo sulla ferrovia Bologoe-Pskov. Nel corso inferiore la corrente rallenta leggermente. Sfocia nel Pola a 111 km dalla foce, presso il piccolo villaggio di Kost'kovo. Il fiume ha una lunghezza di 150 km; l'area del suo bacino è di 2 767 km².